# Baltazar (poemat)
Baltazar – poemat Jana Kasprowicza, pochodzący z cyklu Z motywów biblijnych. Utwór jest napisany strofą spenserowską, czyli zwrotką dziewięciowersową rymowaną ababbcbcc. Strofy te są o tyle nietypowe, ze składają się z wersów dziewięciozgłoskowych i trzynastozgłoskowych, a nie jedenastozgłoskowych i trzynastozgłoskowych. Poemat jest oparty na przekazie biblijnej Księgi Daniela, a jego bohaterem jest babiloński władca Baltazar.
Baltazar, dumny władca świata,
Skrzydlate w świat rozesłał gońce,
Gdzie ranna zorza wieńce splata
I gdzie zachodzi krwawe słońce:
»Opuśćcie niebios jasne końce,
Do jaśniejszego spieszcie grodu —
Lenniki króla i obrońce
Niech złożą hołd swój, czynsz narodu,
I uczt skosztują żaru i słodkiego chłodu« —